# Naturi Naughton
Naturi Cora Maria Naughton (East Orange, 20 maggio 1984) è un'attrice e cantante statunitense, conosciuta per essere stata membro del gruppo r'n'b 3LW.

## Carriera da cantante

### Con le 3LW
Nasce ad East Orange in New Jersey e si fa notare subito per il suo talento canoro cantando nel coro della chiesa battista locale, all'età di 5 anni. Nel 1999, a soli 15 anni, forma con Adrienne Bailon e Kiely Williams il gruppo 3LW (acronimo di "3 Little Women"). Il primo singolo, No More (Baby I'ma Do Right), viene pubblicato negli Stati Uniti nel 2000; il brano ottiene un buon successo e viene seguito l'anno successivo da Playas Gon' Play. L'album di debutto intitolato 3LW viene pubblicato nel 2000; vince il disco di platino vendendo 1,3 milioni di copie negli USA. Nel 2001 il trio partecipa ad un tour con MTV TRL a cui partecipano anche le Destiny's Child, le Dream, Nelly, Eve e Jessica Simpson.
Il gruppo passa la prima metà del 2002 lavorando ad un album che avrebbe dovuto intitolarsi Same Game, Different Rules, ma quando il disco e il primo singolo (Uh Oh) vengono presentati alla casa discografica vengono rifiutati, per via del sound considerato non appetibile dalle emittenti radiofoniche. I brani vengono così pubblicati solo su internet, e la Epic Records abbandona definitivamente la band. Un gruppo di fan dà però vita ad un'iniziativa chiamata "Never Let Go of 3LW" e le tre ragazze nell'estate 2002 registrano un'altra serie di brani tra cui il fortunato singolo I Do (Wanna Get Close To You) prodotto da Puff Daddy.
Nell'agosto dello stesso anno il gruppo pubblica il nuovo LP, A Girl Can Mack, quando Naughton annuncia che non avrebbe più fatto parte del trio; la cantante ha dichiarato che le altre due ragazze e il loro manager l'avrebbero forzata in questa scelta. Dopo la partenza di Naughton Bailon e Williams pubblicano il singolo Neva Get Enuf, che fallisce l'obbiettivo di entrare nella Billboard Hot 100. Le due allora si uniscono a Sabrina Bryan e Raven Symonè per formare il gruppo The Cheetah Girls, che collabora con la Disney.

### Solista
Naughton collabora con il gruppo di produttori Full Force al suo album di debutto, registrando alcune tracce come Real Chicks (con la collaborazione di Lil' Kim), Stand Up, What You Do e Your Girlfriend. In una sua recente intervista l'artista ha dichiarato di non avere alcun interesse nel terminare il suo album, ma ha attualmente come unico interesse la recitazione.

## Carriera come attrice
Il primo lavoro come attrice lo ottiene nel film Hairspray; nel 2009 recita il ruolo di Lil' Kim nel film Notorious B.I.G., incentrato sulla vita di The Notorious B.I.G.. Più recentemente ha partecipato al remake del film Saranno famosi, uscito nelle sale cinematografiche nell'autunno 2009. Nel 2011 è protagonista nella serie televisiva The Playboy Club. 
Dal 7 giugno 2014 è inoltre protagonista sul piccolo schermo nel ruolo di Tasha St. Patrick, personaggio della serie tv Power in onda in Italia sul canale AXN di Sky. 

## Filmografia
- Taina – serie TV, episodio 1x02 (2001)
- Cash Rules, regia di N'Gai Members (2008)
- Notorious B.I.G. (Notorious), regia di George Tillman Jr. (2009)
- Fame - Saranno famosi (Fame), regia di Kevin Tancharoen (2009)
- Lottery Ticket, regia di Erik White (2010)
- Mad Men – serie TV, episodio 4x10 (2010)
- The Playboy Club – serie TV, 3 episodi (2011)
- The Client List - serie TV (2012)
- Power - serie TV (2014)
- Power Book II: Ghost - serie TV (2020)

## Doppiatrici italiane
Nelle versioni in italiano delle opere in cui ha recitato, Naturi Naughton è stata doppiata da:
- Perla Liberatori in Notorious B.I.G.
- Karima Ammar in Fame - Saranno famosi
- Micaela Incitti in The Client List
- Paola Majano in Power
- Rossella Acerbo in Regina del Sud
- Eva Padoan in Queens - Regine dell'hip-hop